# Sint-Pieterskerk (Leerbeek)

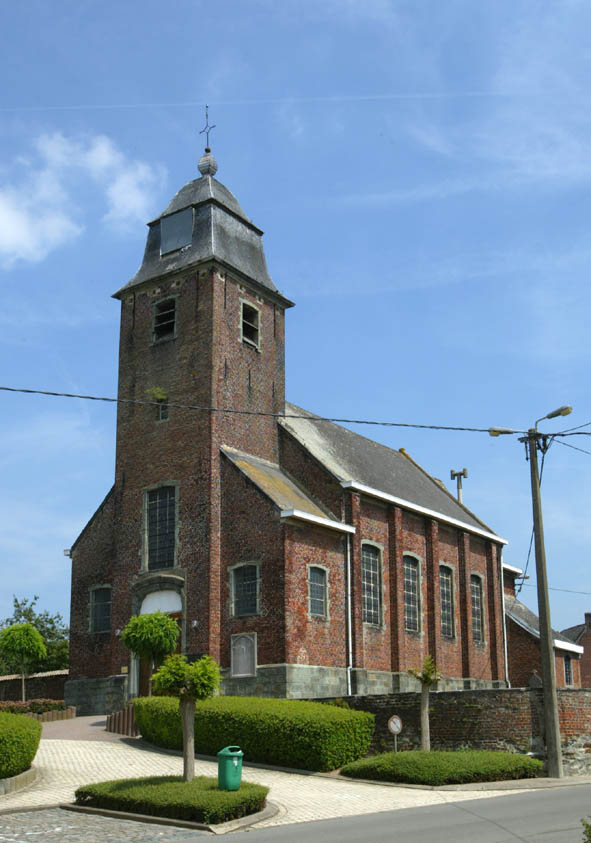
Sint-Pieterskerk in Leerbeek

De Sint-Pieterskerk is een 18e-eeuwse katholieke parochiekerk te Leerbeek in Vlaams-Brabant. Het gebouw is erkend als bouwkundig erfgoed en het orgel is eveneens aangeduid als beschermd monument. Rondom de kerk ligt een kerkhof dat echter sinds 1997 niet meer in gebruik is.
De kerk is gebouwd tussen 1769-1773 naar het ontwerp van de architect Jan Bernard Thibaut, die mogelijk ook instond voor de bouw van het schip en het koor van de Sint-Egidiuskerk in Groot-Bijgaarden.
De parochiekerk van Leerbeek werd gebouwd op het einde van de 18e eeuw, meer bepaald tussen 1769 en 1773. Het is een homogeen, classicistisch gebouw opgetrokken uit baksteen en bestaande uit een eenbeukig, vier traveeën tellend schip, een driezijdig gesloten koor met zuidsacristie en een door verschillende bijgebouwtjes geflankeerde vierkante westtoren. Het geheel is opgetrokken uit baksteen met gebruik van arkose, de groen getinte, lokale zandsteen. Het gebruik van natuurleien is beperkt tot de torenhelm. De beuk en het koor kregen vermoedelijk een kunstleien bedaking bij een restauratie begin jaren 60. De houten poort dateert vermoedelijk uit een restauratiecampagne van de jaren 60.

## Orgel
In de kerk bevindt zich een orgel, gebouwd in 1648 door Nicolaas II Le Royer, organist en orgelmaker aan het Hof te Brussel, en dit voor het klooster Sint-Elisabeth op de berg Sion te Brussel. Na de opheffing van het klooster werd het orgel aangekocht door de pastoor van Leerbeek. Dit orgel werd erkend als een van de oudste orgels van het Pajottenland.
Daarbij werd het naar de smaak van die tijd getransformeerd. Later werkten nog Pieter-Hubertus Anneessens en Théophile Boeckx aan het orgel. In 1989-91 werd door Stan Arnauts met Koos van de Linde als adviseur een begin van een reconstructie van de toestand van 1648 gemaakt, waarbij de kast in zijn oorspronkelijke proporties hersteld werd en 3 registers op het positief op een nieuwe, in de kast passende windlade naar historisch model terug speelbaar werden gemaakt. De waarde van de 18e-eeuwse transformatie en daarmee ook de in 1989 begonnen reconstructie van de toestand van 1648 zijn het voorwerp van een controverse, evenals de plannen van 2019 om het orgel in de laat 18e-eeuwse toestand terug te brengen.
Beschermd monument
De Sint-Pieterskerk is aangeduid als vastgesteld bouwkundig erfgoed. Deze vaststelling is geldig sinds 08-10-2021.
Het orgel werd als een van de oudste orgels van het Pajottenland, bij koninklijk besluit van 11 september 1979, eveneens beschermd als monument.
Kerkhofmuur
De Sint-Pieterskerk wordt nog grotendeels omringd met een bakstenen kerkhofmuur met hardstenen dekplaten en onderaan, gebruik van natuursteen.
Ter hoogte van de toegang werd de ommuring gedeeltelijk verwijderd en vervangen door bruine betonpaaltjes met tegen de kerkmuur enkele hardstenen graftekens: twee grafkruisen en de grafsteen van pastoor Winnepenninckx (1760-1840), de centrale figuur van het Stevenisme in het Pajottenland, aan de noordzijde en de grafstenen van pastoor J.-B. Peeters (+ 1764) en van pastoor Jan Eelen (1879-1895) respectievelijk aan de oost- en zuidzijde. De meest waardevolle grafstenen (conform de inventaris Koninklijk Instituut voor het Kunstpatrimonium) liggen momenteel opgeslagen in de werkplaats van de technische dienst van de gemeente Gooik. Ze zijn afkomstig uit de kerk en werden nadien ingemetseld tegen de muur van een bijgebouw van de pastorie. Toen dit werd gesloopt werden de grafstenen niet meer herplaatst.